# Eugen Müller (General)

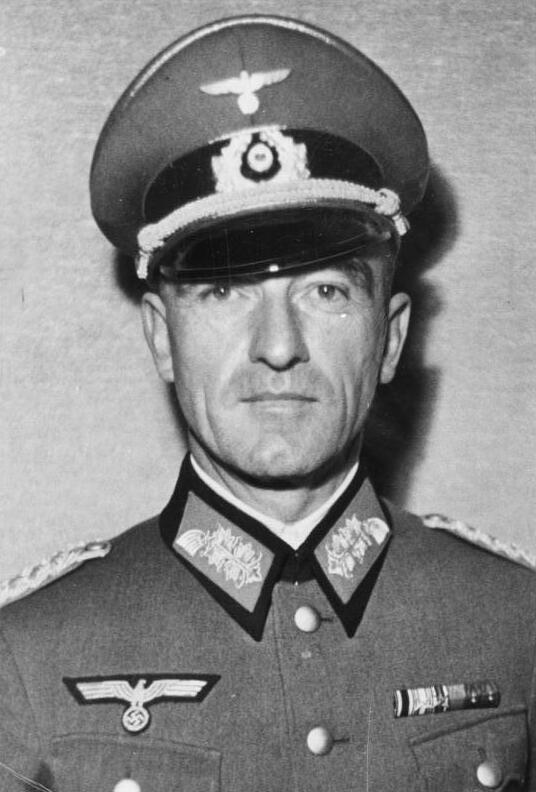
Eugen Müller (1939)

Eugen Müller (* 19. Juli 1891 in Plantières; † 24. April 1951 in Berlin) war ein deutscher General in der Wehrmacht. Ab Oktober 1940 bis zum Ende des Zweiten Weltkriegs war er der erste und einzige Leiter der Dienststelle „General z. b. V. beim Oberbefehlshaber des Heeres“, er selbst trug den Titel General z. b. V. beim Oberkommando des Heeres (OKH) (z. b. V. steht für „zur besonderen Verwendung“.). In seiner Funktion war er für Rechtsfragen im OKH zuständig und unter anderem am Zustandekommen des Kriegsgerichtsbarkeitserlasses beteiligt. 1942 wurde er zum General der Artillerie befördert.

## Leben
Eugen Müller wurde am 19. Juli 1891 in Plantières bei Metz im damaligen Elsaß-Lothringen geboren. Müller trat 1910 im Alter von 19 Jahren als Fahnenjunker in die bayerische Armee ein.

### Erster Weltkrieg und Zwischenkriegszeit
Nach zwei Jahren wurde er 1912 zum Leutnant ernannt. Müller trat seinen Dienst im 1. Fußartillerie-Regiment an, nahm von 1914 bis 1918 am Ersten Weltkrieg teil und diente nach Kriegsende in der Reichswehr.
Müller wurde dort bis zum Major befördert. Im Oktober 1933 wurde er Oberstleutnant und 1935 Oberst. Am 1. Mai 1939 wurde er zum Generalmajor befördert und übernahm das Kommando über die Kriegsakademie.

### Zweiter Weltkrieg
Seit Beginn des Zweiten Weltkrieges am 1. September 1939 war Eugen Müller Generalquartiermeister beim Chef des Generalstabs des Heeres und unterstand damit direkt Franz Halder. Diese Funktion existierte in Friedenszeiten nicht. Als Generalquartiermeister unterstanden Müller drei Gruppen: Die Gruppe Qu 2 wurde von Hauptmann Gähtgens geleitet und war für Fragen des Operationsgebiets und für militärische Anordnungen gegen die dortige Zivilbevölkerung zuständig. Die Gruppe Z wurde von Ministerialdirigent Danckwerts geleitet und war für sonstige Anordnungen gegen die Zivilbevölkerung im Operationsgebiet zuständig. Die Gruppe III unter Generalrichter Erich Lattmann war für allgemeine Fragen des Kriegsrechts und das Feldkriegsgerichtswesen zuständig. Daneben hatte er die Dienstaufsicht über die Kriegsakademie unter der Leitung von General Liebmann. Müller bestätigte als Generalquartiermeister die zehn Todesurteile aus dem zweiten Prozess gegen die polnischen Verteidiger der Danziger Post. Den polnischen Postbeamten wurde Freischärlerei vorgeworfen, die Anwendbarkeit von Artikel 2 der Haager Landkriegsordnung (Zuerkennung des Kombattantenstatus der zivilen Postbeamten) wurde verneint. Die Gefangenen wurden nach Bestätigung der Urteile erschossen. Der Stabschef und damit Stellvertreter von Eugen Müller war der als äußerst fähig geltende Eduard Wagner.
Am 1. August 1940 wurde Müller zum Generalleutnant befördert. Zwei Monate später, am 1. Oktober 1940, wurde Eugen Müller in seiner Funktion als Generalquartiermeister von General Eduard Wagner abgelöst und nahm von nun an die für ihn geschaffene Stelle General z. b. V. beim OKH ein. Die bisherige Gruppe III des Generalquartiermeisters unterstand weiterhin Müller, indem sie ihm als „Gruppe Rechtswesen im OKH“ unterstellt wurde. Die Gruppe Rechtswesen war für strafrechtliche Angelegenheiten innerhalb des Feldheeres und gegenüber der Zivilbevölkerung in den besetzten Ländern, für die Organisation der Kriegsgerichtsbarkeit und für die Kriegsgefangenen zuständig. Damit war Eugen Müller weiterhin für die Bestätigung oder Aufhebung von Kriegsgerichtsurteilen zuständig, er konnte das Gnadenrecht ausüben und hatte die Dienstaufsicht über die dem OKH unterstellten Kriegsgerichte.
Vor dem Angriff auf die Sowjetunion war Müller seitens des OKH führend am Zustandekommen des Kriegsgerichtsbarkeitserlasses beteiligt. Am 6. Mai 1941 sandte er zwei Entwürfe an das OKW. Der erste Entwurf betraf die „Behandlung feindlicher Landesbewohner“ und die Einschränkung der Gerichtsbarkeit im Krieg mit der UdSSR, später als „Kriegsgerichtsbarkeitserlass“ bezeichnet. Der zweite Entwurf betraf die Richtlinien betreffend die „Behandlung politischer Hoheitsträger für die einheitliche Durchführung“ vom 6. Juni 1941, kurz als Kommissarbefehl bezeichnet. In der ersten Junihälfte 1941 hielt Müller Vorträge vor den Ic-Offizieren und Heeresrichtern der Heeresgruppen Nord (10. Juni in Allenstein), Mitte (11. Juni in Warschau) und Süd, wobei jeweils auch die Ic-Offiziere und Heeresrichter der unterstellten Armeen und Panzergruppen anwesend waren. Bei diesen Vorträgen unterrichtete er die Offiziere und Heeresrichter über den Kriegsgerichtsbarkeitserlass. Dabei führte er laut Protokoll in Warschau aus, dass „im kommenden Einsatz Rechtsempfinden u. U. hinter Kriegsnotwendigkeit zu treten habe“.
Einen Monat nach Kriegsbeginn schrieb er am 25. Juli 1941 in einer Direktive an die Befehlshaber der rückwärtigen Heeresgebiete Nord, Mitte und Süd über die Geiselnahme unter der Zivilbevölkerung: Es wird ausdrücklich darauf hingewiesen, dass eine vorherige Festnahme von Geiseln zur Haftung für künftiges Unrecht nicht erforderlich ist. Auch ohne besondere Bekanntmachung und Festnahme haftet die Bevölkerung für die Ruhe in ihren Gebieten.
Am 13. September 1941 wurde Müller bei einem Besuch der Heeresgruppe Nord von deren Generalstabschef Kurt Brennecke aufgefordert, den Kommissarbefehl nicht mehr anzuwenden, stattdessen Kommissare zuvorkommend zu behandeln, um ihr Überlaufen zu beschleunigen. Müller versuchte nach der Heimkehr ins OKH, diesen Vorschlag nach Abschwächung durchzusetzen, war jedoch vorerst nicht erfolgreich. Im Juni 1942 wurde Müller zum General der Artillerie befördert. 1944 verlor er die Gruppen I (zuständig für politische Angelegenheiten, Verbindung mit der NSDAP, Fragen der Seelsorge im Feldheer und Volkstumsfragen) und II (zuständig für geistige Betreuung und wehrgeistige Führung) der Heereswesenabteilung an den neu eingerichteten NS-Führungsstab. Er blieb bis zum Kriegsende in seiner Funktion eingesetzt.